# Mieczysław Czajkowski (piłkarz)
Mieczysław Czajkowski (ur. 4 września 1898 w Łodzi, zm. 8 września 1972 w Górze Kalwarii) – polski piłkarz występujący na pozycji obrońcy. Wychowanek 1pp Legionów Wilno.

## Życiorys
Był absolwentem gimnazjum oraz przed i po wojnie księgarzem firmy Gebethner i Wolff. Po likwidacji jej został kierownikiem domu społecznej pomocy. Na boisku grał na prawej obronie. Był wychowankiem wojskowego zespołu 1pp Legionów w Wilnie, w którym kończył też swoją karierę (grał tam w latach 1920–1921 i 1927–1929). Później przez rok reprezentował barwy Korony Warszawa. Wreszcie przeszedł stamtąd do Polonii Warszawa, dla której grał przez 5 lat (1922–1927) i osiągnął dwukrotnie finał mistrzostw Polski w roku 1923 i 1925 (wystąpił 9 razy) oraz zagrał w trzech meczach ligowych bez straconej bramki. Łącznie w zespole Polonii rozegrał 12 meczów. Rozegrał również spotkanie w pierwszej reprezentacji Polski naprzeciw Estonii, 2 września 1925 roku. Mecz zakończył się bezbramkowym remisem.